# Elphel

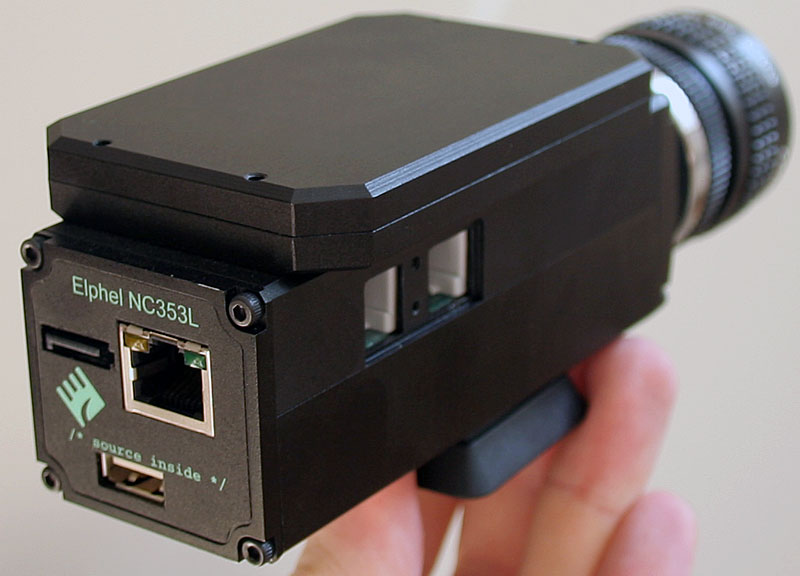
Elphel modello 353 con disco rigido

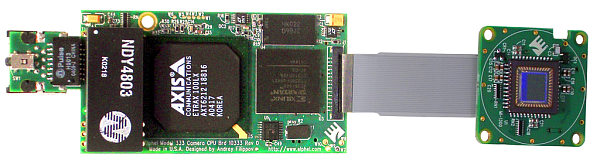
Circuito Elphel modello 333

Elphel è una videocamera open source e hardware libero progettata da Elphel Inc. primariamente per applicazioni scientifiche.
La Elphel Inc. fu fondata dal fisico russo Andrey Filippov che emigrò negli Stati Uniti nel 1995.
Il modello attuale si chiama Elphel 353.
Il 6 dicembre 2010 elphel lanciò la loro prima videocamera panoramica chiamata Elphel Eyesis.
Eyesis potrebbe essere il successore della videocamera rig elphel Inc. sviluppata per Google Street View.
Le videocamere Elphel sono usate per catturare le immagini per Google Street View e Google Libri, e sono inoltre usati nei Global Hawk, veicoli senza pilota della NASA.
I Moss Landing Marine Laboratories le usano invece nei loro progetti SCINI (Submersible Capable of Under Ice Navigation and Imaging), ovvero navigazione e immagini in immersione sotto i ghiacci per l'esplorazione dell'Antartide.
Per il futuro, con il progetto Apertus si pensa per raggiungere una risoluzione da cinema digitale.